# Josefstadt (Wien)

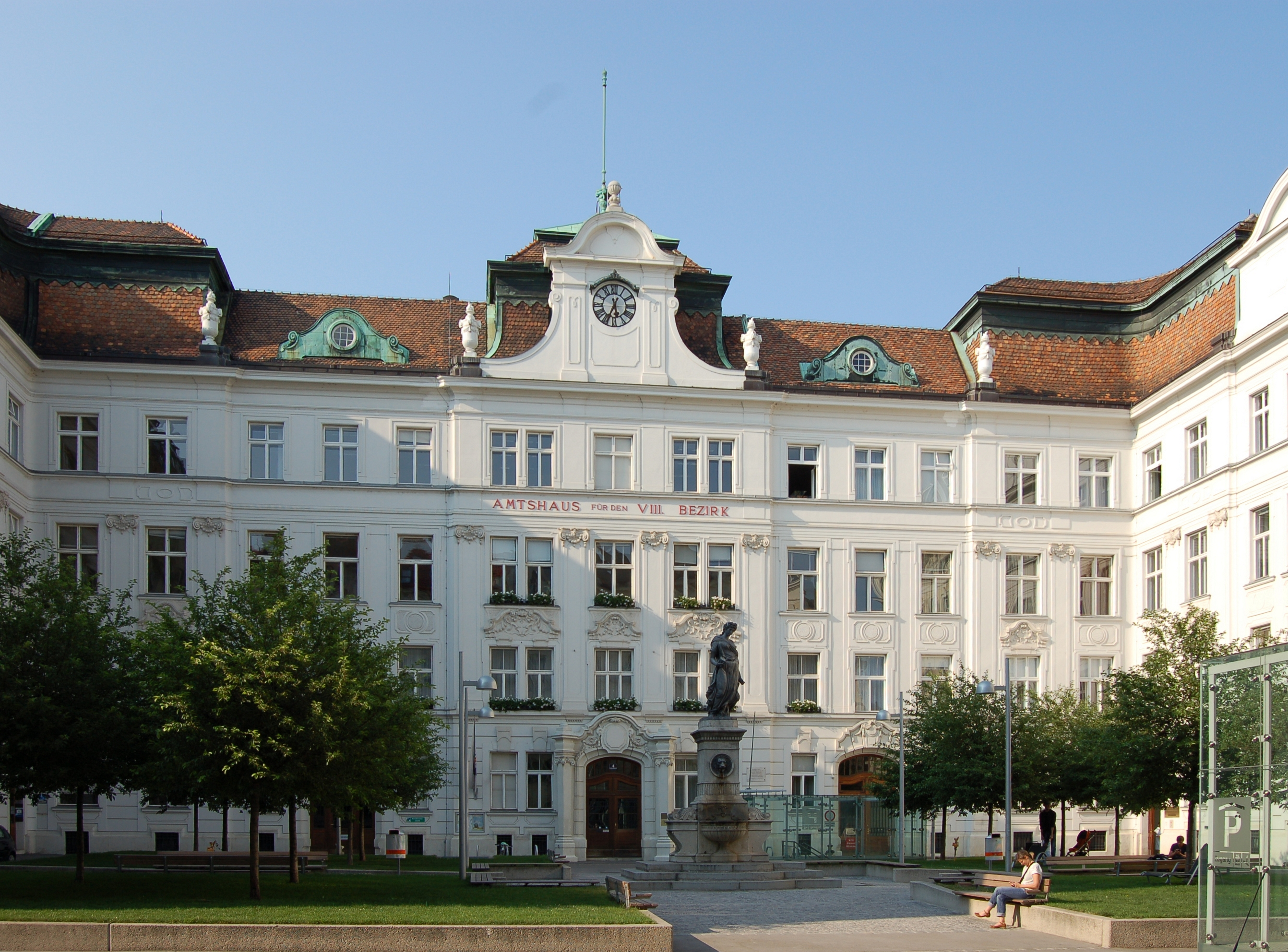
Sitz der Bezirksvorstehung und ehemaliges Amtshaus am Schlesingerplatz (eine Ausbuchtung der Florianigasse)

Die Josefstadt ist seit 1850 Teil des Wiener Stadtgebiets und seit 1861 der 8. Wiener Gemeindebezirk. Sie ist der flächenmäßig kleinste Bezirk Wiens und gehört zu den inneren Bezirken (innerhalb des Gürtels).

## Geografie

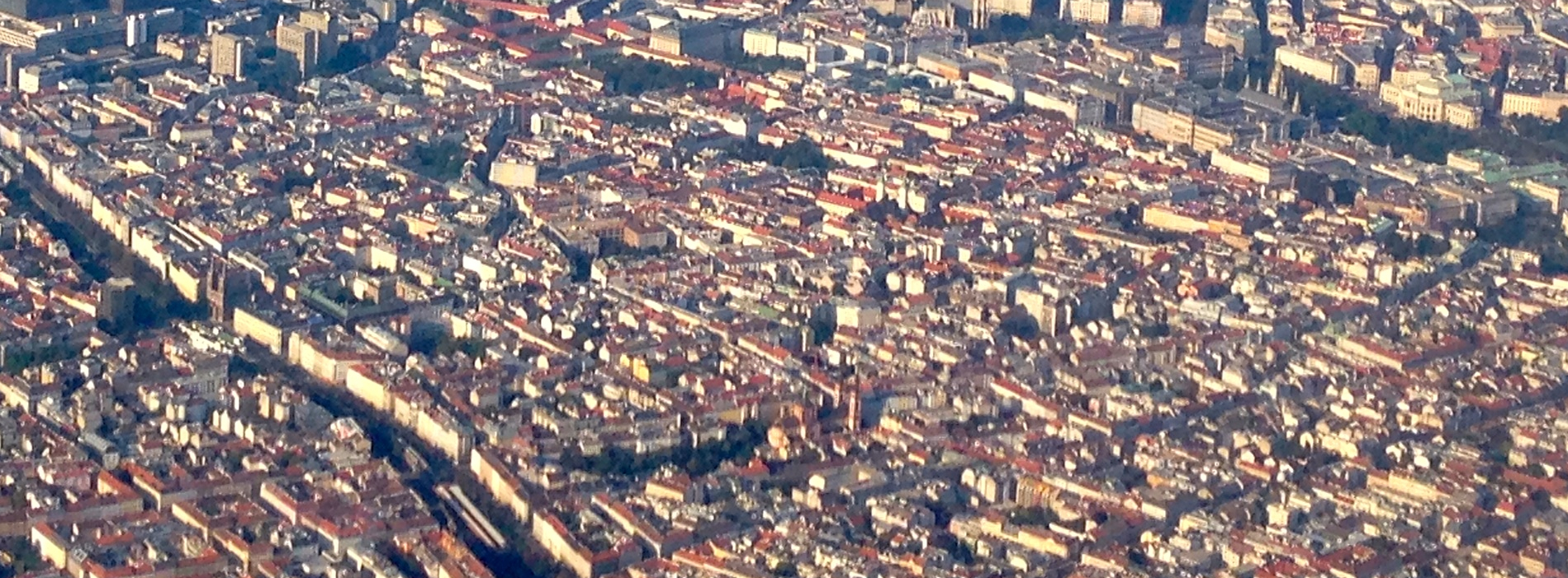
Luftbild der Josefstadt von Südwesten aus aufgenommen; auf der linken Seite ist der Gürtel als Bezirksgrenze zu sehen. Auf der rechten Seite das Wiener Rathaus an der Zweierlinie

Die Josefstadt wird folgendermaßen begrenzt:
- Norden: Alsergrund (9. Bezirk), Grenze: Alser Straße
- Osten: Innere Stadt (1. Bezirk), Grenze: Zweierlinie
- Süden: Neubau (7. Bezirk), Grenze: Lerchenfelder Straße
- Westen: Ottakring (16. Bezirk) und Hernals (17. Bezirk), Grenze: Lerchenfelder und Hernalser Gürtel

Die Josefstadt liegt im Zentrum der Stadt Wien und ist mit einer Fläche von 1,08 km² der kleinste Wiener Gemeindebezirk, wobei die Josefstadt nur 0,26 Prozent der Fläche Wiens einnimmt. Der Bezirk liegt zwischen dem Wiener Gürtel und der Zweierlinie und gehört zu den am dichtesten verbauten Bezirken Wiens. Nur 2 Prozent der Bezirksfläche entfallen auf Grünland.

### Nachbarbezirke
Die Josefstadt gehört mit anderen 1850 eingemeindeten Vorstädten zu den „inneren Bezirken“ zwischen Gürtel und Ringstraße. Im Westen bildet der Wiener Gürtel mit den Abschnitten Hernalser bzw. Lerchenfelder Gürtel die Grenze zu den 1892 eingemeindeten Außenbezirken Hernals und Ottakring, im Osten trennt die Zweierlinie entlang des Straßenzuges Landesgerichtsstraße – Auerspergstraße die Josefstadt von der Inneren Stadt. Die nördliche Bezirksgrenze zum Bezirk Alsergrund verläuft seit 1861 entlang der Alser Straße, im Süden bildet die Lerchenfelder Straße die Grenze zum Bezirk Neubau.

### Topografie
Der Bezirk Josefstadt liegt auf einem Plateau zwischen zwei heute kanalisierten Wienerwaldbächen, wobei die Josefstadt nicht ganz an die Bäche heranreicht. Der Alserbach (heute unter der Lazarettgasse geführt) und der Ottakringer Bach (heute zwischen Lerchenfelder Straße und Neustiftgasse) gruben vor der Verbauung tiefe Täler mit teilweise starkem Gefälle in das Gebiet, wodurch sich beträchtliche Höhenunterschiede innerhalb des Bezirksgebietes ergeben. Die westliche Bezirksgrenze am Lerchenfelder Gürtel liegt in einer Höhe von 204,5 Meter, am östlichen Bezirksrand erreicht der Friedrich-Schmidt-Platz eine Höhe von 180 Meter. Auch zwischen dem Norden und dem Süden des Bezirksgebietes existieren Höhenunterschiede. So liegt die Kreuzung Kochgasse/Alser Straße im Norden auf 185 Meter Höhe, das Plateau Florianigasse-Skodagasse auf 198 Meter Höhe, und die Kreuzung Lerchenfelder Straße / Kaiserstraße im Süden auf 196 Meter Höhe.

### Flächennutzung
Die Flächen der Josefstadt werden fast ausschließlich als Baugebiet oder für Verkehrsflächen genutzt. 70,34 % des Bezirksgebietes werden von Bauflächen eingenommen, ein Wert, der nur vom benachbarten Neubau übertroffen wird. Der Großteil der Baufläche (85 %) entfällt dabei auf Wohngebiete, der Rest fast ausschließlich auf kulturelle, öffentliche und religiöse Einrichtungen (14,4 %). Als Betriebsgebiet gewidmete Flächen machen in der Josefstadt hingegen einen verschwindend geringen Anteil aus. Die Josefstadt hat bei dieser Widmungsart sowohl in absoluten, als auch relativen Zahlen den niedrigsten Wert der Wiener Gemeindebezirke. Neben den Bauflächen nehmen die Verkehrsflächen mit 27,6 % die größte Flächen ein. Die Josefstadt ist dadurch der Bezirk mit den wenigsten Grünflächen. Nur 2 % der Bezirksfläche entfallen auf diese Nutzungsart, wobei 95 % der Grünflächen Parkanlagen sind.
| Baufläche | Baufläche      | Baufläche                 | Grünfläche     | Grünfläche | Grünfläche | Grünfläche | Grünfläche  | Grünfläche      | Gewässer | Verkehrsflächen |
| 76,23     | 76,23          | 76,23                     | 2,2            | 2,2        | 2,2        | 2,2        | 2,2         | 2,2             | –        | 29,94           |
| --------- | -------------- | ------------------------- | -------------- | ---------- | ---------- | ---------- | ----------- | --------------- | -------- | --------------- |
| Wohnbau   | Betriebsgebiet | öffentliche Einrichtungen | Landwirtschaft | Parks      | Wälder     | Wiesen     | Kleingärten | Freizeitflächen |          |                 |
| 64,81     | 0,44           | 10,98                     | –              | 2,09       | –          | –          | –           | 0,12            |          |                 |

### Bezirksteile
Die Josefstadt wurde aus den ehemaligen Vorstädten Altlerchenfeld, Breitenfeld, Josefstadt und Strozzigrund sowie einem kleinen Teil von Sankt Ulrich gebildet. Hinzu kam 1862 der südliche Teil der Alservorstadt, der bis dahin zum Bezirk Alsergrund gehört hatte.
Im Nordosten des Bezirksgebietes liegt zwischen Landesgerichtsstraße, Florianigasse und Feldgasse die Alservorstadt, deren nördlicher Teil zum Bezirk Alsergrund gehört. Zum Bezirksteil Alservorstadt gehören das Landesgericht für Strafsachen Wien („Graues Haus“) an der „Zweierlinie“, das Museum für Volkskunde sowie die größte Parkanlage des Bezirks, der Schönbornpark. Im Nordwesten des Bezirks liegt zwischen Gürtel, Florianigasse und Feldgasse die Breitenfelder Pfarrkirche.
Der Norden der Josefstädter Straße sowie der Südosten des Bezirksgebietes gehören zum Bezirksteil Josefstadt. Die bedeutendsten Gebäude sind das Theater in der Josefstadt und die Piaristenkirche Maria Treu. Um die Strozzigasse liegt der kleine Bezirksteil Strozzigrund um das ehemalige Palais Strozzi. Eingeschlossen wird der Strozzigrund im Westen und Osten von Altlerchenfeld, wo sich in der Pfeilgasse mehrere Studentenheime befinden. Im Südosten des Bezirksgebietes befindet sich im südlichen Bereich der Piaristengasse auch ein kleiner Teil von Sankt Ulrich, dessen größter Teil im angrenzenden Bezirk Neubau liegt.
Eine Gliederung des Bezirksgebiets besteht ferner in den Zählbezirken der amtlichen Statistik, in denen die Zählsprengel des Gemeindebezirks zusammengefasst sind. Die drei Zählbezirke in der Josefstadt sind Laudongasse, Josefstädter Straße und Bennoplatz.

## Wappen
Das Wappen des Bezirks Josefstadt repräsentiert die fünf ehemaligen, selbständigen Gemeinden, aus denen der seit 1861 8. Bezirk (zuvor 7.) 1850 gebildet wurde.
- Der Herzschild zeigt den heiligen Josef auf blauem Grund auf einer Wiese stehend. Er symbolisiert den Bezirksteil Josefstadt, die ihren Namen zu Ehren Kaiser Josephs erhalten hatte. In einer Hand hält er einen Lilienstamm, in der anderen das Jesuskind.
- Im vom Betrachter aus gesehen linken (heraldisch rechten) oberen Wappenteil wird das Wappen von Altlerchenfeld dargestellt. Der rote Grund wird von einem silbernen Kreuz geteilt, in den vier Feldern stehen vier goldene Lerchen.
- Im rechten, oberen Wappenteil symbolisiert eine Elster als sprechendes Wappen den Bezirksteil Alservorstadt. Sie sitzt vor goldenem Grund auf einem belaubten Strauch.
- Im linken unteren Wappenteil steht die heilige Maria für den Bezirksteil Breitenfeld. Sie schwebt auf einer Wolke über einer grünen Wiese und trägt ein goldenes Gewand mit einem roten Mantel. In den Händen hält sie Zepter und Reichsapfel. Die Darstellung entstammt dem Wappen des Schottenstifts, das hier zahlreiche Besitzungen hatte.
- Der rechte untere Wappenteil steht schließlich für den Strozzigrund. Es zeigt das Wappen der Grafen Strozzi mit einem silbernen Querbalken auf rotem Grund. Gräfin Maria Katharina Strozzi stieß durch ihre Bautätigkeit die Verbauung des Gebietes an.

## Geschichte

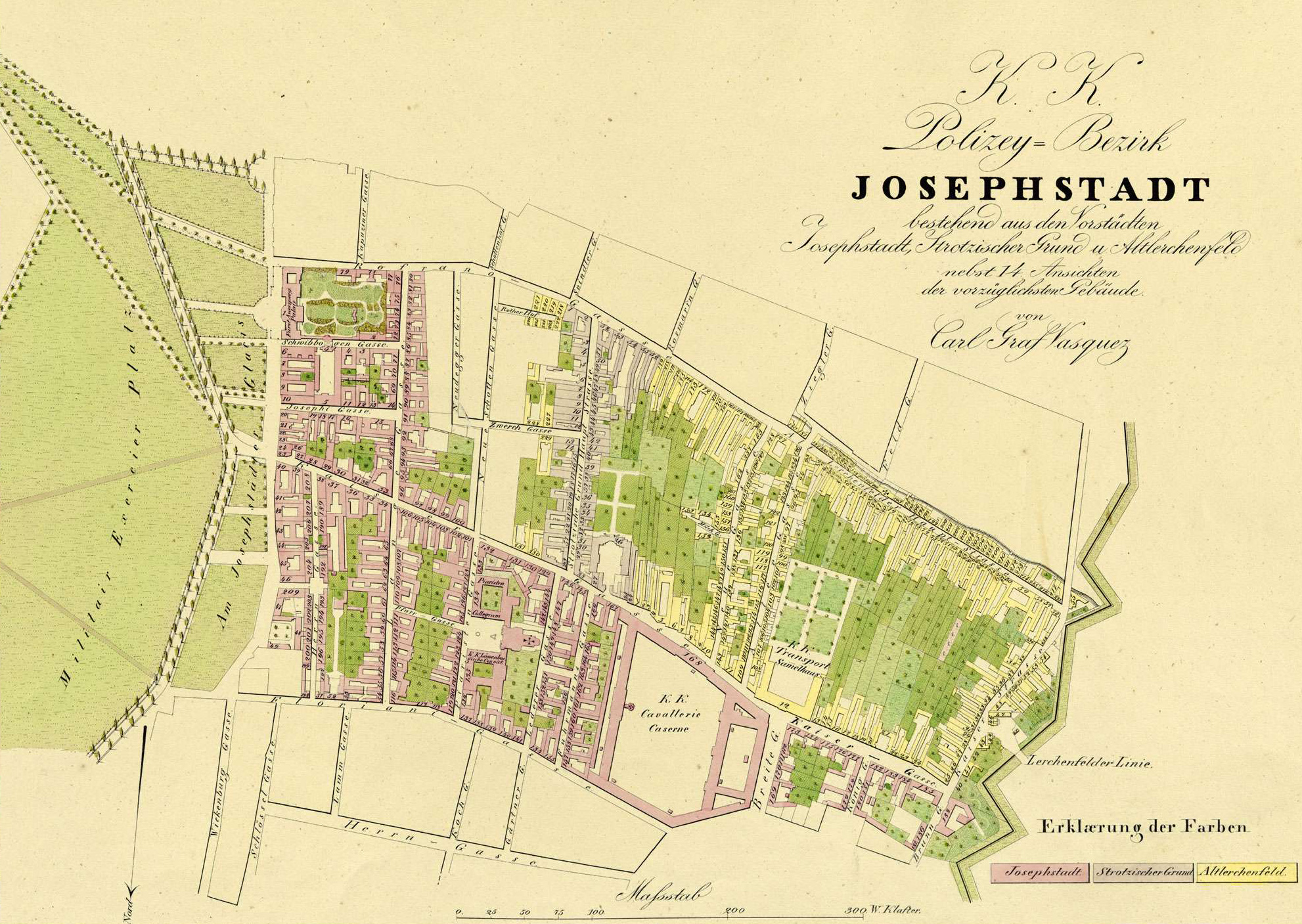
Die Josefstadt um 1830

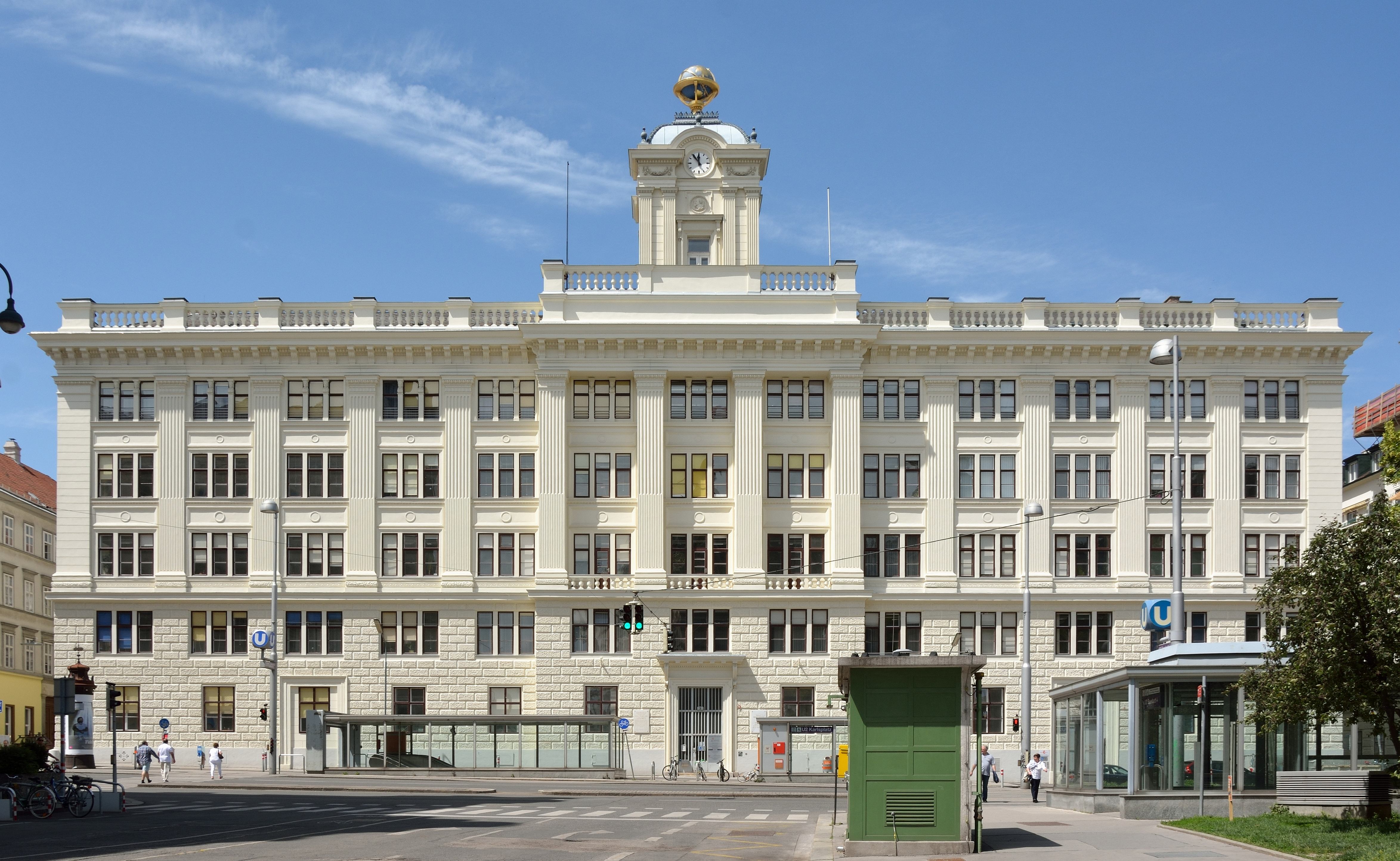
Ehemaliges k.u.k. Militärgeographisches Institut, Friedrich-Schmidt-Platz 3

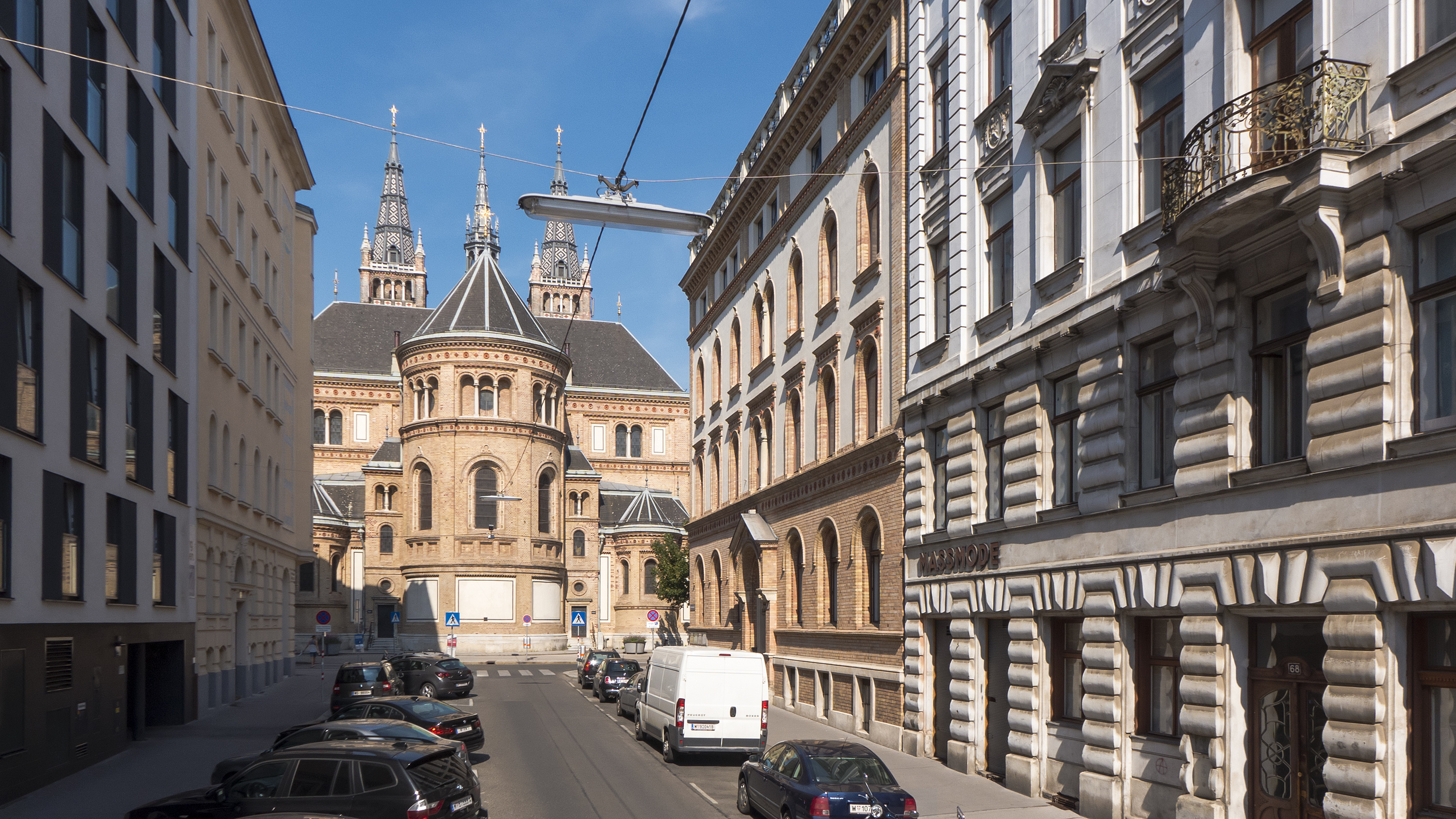
Die Breitenfelder Pfarrkirche und mehrere Zinshäuser

Das Gebiet der heutigen Josefstadt wurde erst relativ spät besiedelt. Nur in der Nähe der Inneren Stadt lag seit dem Mittelalter eine namenlose Siedlung. Das einzige bedeutendere Bauwerk war ein Gutshof, der sogenannte Rote Hof. Intensive Besiedlung begann erst am Ende des 17. Jahrhunderts. Diese Siedlung wurde 1700 von der Stadt Wien erworben (nicht eingemeindet) und erhielt nach Kaiser Joseph I. den Namen Josefstadt. Weiter stadtauswärts gab das Schottenstift 1801 Grundstücke zur Verbauung frei, auf denen dann die Vorstadt Breitenfeld entstand. Die Straßen dort zeigen noch die typische Struktur aus der Biedermeierzeit. Altlerchenfeld wurde zwar schon 1295 erstmals erwähnt, größere Bautätigkeit setzte aber auch erst um 1700 ein.
1850 wurden diese Vorstädte gemeinsam mit kleinen Teilen von Sankt Ulrich (Neubau) und der südlichen Alservorstadt (Alsergrund) als 7. Bezirk Josefstadt nach Wien eingemeindet; seit der Teilung der Wieden 1861 ist es der 8. Bezirk. 1862 wurde die Bezirksgrenze zum Alsergrund von der Florianigasse nordwärts an die Alser Straße verlegt und damit der südliche Teil der Alservorstadt zum neuen 8. Bezirk geschlagen.
Die bis heute letzte Änderung der Bezirksgrenze erfolgte 1995 im Bereich der Auerspergstraße und betraf lediglich Verkehrsflächen.
Die Josefstadt entwickelte sich zu einem Sitz des Bürgertums, hier leben auch viele Beamte. Die meisten Bürgermeister Wiens wohnten ebenfalls hier. Heinz Fischer, von 2004 bis 8. Juli 2016 Bundespräsident, wohnt ebenfalls in der Josefstadt, in der Josefstädter Straße 21. Außerdem gilt die Josefstadt neben den Bezirken Neubau und Mariahilf auch als Bezirk der Intellektuellen und der Künstler, viele Schauspieler und Schriftsteller sind in der Josefstadt wohnhaft.
Der 8. Bezirk ist der zweite Bezirk Wiens, in dem die Grünen bei Wahlen zur Bezirksvertretung (23. Oktober 2005) die relative Mehrheit erzielten. Damit stellten sie von November 2005 bis November 2010 den Bezirksvorsteher. Im Oktober 2010 trat der damalige Bezirksvorsteher Heribert Rahdjian mit der eigenen Liste ECHT an und erzielte fünf Mandate. Stärkste Fraktion wurde ein Wahlbündnis aus der Österreichischen Volkspartei und dem Bürgerforum Josefstadt, das seit November 2010 mit Veronika Mickel-Göttfert die Bezirksvorsteherin stellte. Seit der Wahl 2020 fungiert wiederum ein Grüner, Martin Fabisch, als Bezirksvorsteher.

### Bebauung und Charakteristika
Die Bautätigkeit in der Josefstadt war durch verschiedene Phasen geprägt. Die erste Phase der Bebauung erfolgte Ende des 17. Jahrhunderts, als die Zweite Wiener Türkenbelagerung vom Entsatzheer beendet worden war. Viele Adelige und Bürger zogen in die Vorstädte des damaligen Wien, da genügend Raum für repräsentative Häuser mit Garten vorhanden war. Von 1770 bis 1780 wurden große Grünflächen parzelliert, womit die zweite Phase einherging.
Die dritte Phase wurde durch die enorme Bevölkerungsentwicklung in Wien im 19. Jahrhundert eingeleitet und führte zur Verbauung großer Flächen in den damaligen südlichen und westlichen Vorstädten von Wien, in denen sich die neuen Wohnbauten stark an den prunkvollen Bauten der Ringstraße orientierten. Zu dieser Zeit wurden das Rathausviertel, das Parlament, der Justizpalast und die Universität Wien errichtet, weshalb viele Angehörige der Mittelschicht wie Beamte oder auch Studenten in die Josefstadt zogen.
Nach dem Abbruch der Josefstädter Kaserne und des Linienwalls erfolgte Anfang des 20. Jahrhunderts die vierte große Verbauungsphase. An Stelle des Linienwalls wurde die schon zuvor gebaute Gürtelstraße verbreitert.
Heute wird die Josefstadt vor allem durch Zinshäuser aus dem 18., 19. und frühen 20. Jahrhundert geprägt, da der überwiegende Teil des dicht verbauten Bezirks von Kriegsschäden verschont geblieben ist. Der an den 1. Bezirk grenzende Osten des Bezirks ist Teil des historischen Zentrums von Wien, das 2001 zum UNESCO-Weltkulturerbe erklärt worden ist.
Im Jahr 2011 bestand die Josefstadt zum stark überwiegenden Teil (75,4 Prozent) aus Gebäuden, welche vor dem Jahr 1918 errichtet wurden. Von 1.130 Gebäuden wurden 852 vor 1918 erbaut.

## Bevölkerung
Bevölkerungsentwicklung
Quelle: Statistik.at

### Bevölkerungsentwicklung
Nach der Gründung des Bezirks erreichte die Josefstadt 1869 eine Bevölkerungszahl von 53.012 Menschen. Auf Grund der bereits damals dichten Verbauung des Bezirksgebietes änderte sich dieser Wert bis 1910 kaum. Danach begann ein beinahe kontinuierlicher Rückgang der Einwohnerzahlen, wobei der Wert in den 1960er und 1970er Jahren am stärksten sank. Hauptgrund für den Rückgang war der gestiegene Bedarf an Wohnraum. Mit 22.572 Einwohnern erreichte die Bevölkerungszahl im Jahr 2001 ihren Tiefststand. Seither steigt sie wieder leicht an und lag zu Beginn des Jahres 2015 bei 24.463 Personen.

### Bevölkerungsstruktur
Die Altersstruktur der Josefstädter Bevölkerung wich 2011 vor allem bei Kindern und jungen Erwachsenen vom Wiener Durchschnitt ab. Waren in der Josefstadt 2011 10,4 % der Bevölkerung unter 15 Jahre alt, so lag der Wert in Wien mit 14,4 % deutlich höher. Dem gegenüber lag der Anteil der Bevölkerung im Alter von 20 bis 29 Jahren vor allem auf Grund einer hohen studentischen Einwohnerzahl mit 19,6 % stark über dem Wien-Durchschnitt von 12,8 %. Der Anteil der Bevölkerung über 65 Jahren lag mit 15,4 % unter dem Wiener Wert von 17,8 %. Die Geschlechterverteilung im Bezirksgebiet war mit einem Anteil von 48,3 % Männern und 51,7 % Frauen im Bereich des Wiener Durchschnitts, während die Josefstädter mit 32,4 % gegenüber 41,2 % weniger oft verheiratet waren als die Durchschnittswiener. Die Arbeitslosenquote lag 2011 mit 5,6 % stark unter dem Wiener Durchschnitt von 9,6 %.

### Bildungsstand
Die Josefstadt ist ein Bezirk mit sehr hoher Akademikerdichte. 2020 verfügten 37,38 % der 25- bis 64-Jährigen über einen Sekundarabschluss (AHS, BMS, BHS oder Lehre) und 53,11 % über einen Tertiärabschluss (Hochschul-, Akademie- oder Kollegabschluss) als höchste abgeschlossene Ausbildung.

### Herkunft
Der Anteil der ausländischen Bezirkseinwohner lag 2022 bei 31 % (Wien: 32 %) und weist wie in ganz Wien eine stark steigende Tendenz auf (2001: 16,1 %). Den höchsten Anteil der Ausländer stellten 2022 mit rund 7,0 % Anteil an der Bezirksbevölkerung Staatsbürger aus Deutschland dar. Weitere 2,4 % waren serbische, 1,6 % italienische, 1,3 % polnische und 1,2 % russische Staatsbürger. Der Rest entfällt auf sonstige ausländische Staatsangehörige.

### Religion
Die Anteile der Religionsbekenntnisse in der Bevölkerung der Josefstadt liegen im Wesentlichen im Durchschnitt Wiens, wobei der Anteil der katholischen und evangelischen leicht über, die der islamischen Bevölkerung stärker unter dem Durchschnitt lag. Bei der Volkszählung 2001 gaben 52,0 % der Bewohner an, der römisch-katholischen Kirche anzugehören. Es gibt im Gemeindebezirk drei römisch-katholische Pfarren, die zum Stadtdekanat 8/9 gehören. 6,0 % der Bevölkerung waren evangelisch, 4,6 % islamischen Glaubens, 5,2 % gehörten der Orthodoxen Kirche an. 23,8 % der Bezirksbevölkerung war ohne Bekenntnis. 7,8 % hatten kein oder ein anderes Religionsbekenntnis angegeben.

## Politik
Der Bezirk Josefstadt ist traditionell ein bürgerlich geprägter Bezirk. Nach dem Zweiten Weltkrieg war die ÖVP zwischen 1945 und 2005 die stimmenstärkste Partei und stellte durchgehend den Bezirksvorsteher. Immer wieder erreichte die ÖVP auch die absolute Mehrheit in der Josefstadt. Durch die Wahlerfolge der Grünen in den späten 80er Jahren und das Antreten des Liberalen Forums 1996 verlor jedoch die ÖVP, aber auch die SPÖ zusehends an Stimmen. Die FPÖ spielte in der Josefstadt nie eine bedeutende Rolle. Dafür konnte sich in der Josefstadt eine Bürgerliste (Bürgerforum Josefstadt) etablieren, die zwischen 1991 und 2001 jeweils zwischen 7,0 % und 8,3 % erreichte. Bei den Wahlen 2001 konnten die Grünen starke Gewinne einfahren. Die ÖVP konnte SPÖ und Grüne nur noch knapp hinter sich halten. Um die gefährdete Position als Spitzenreiter abzusichern, schlossen sich das bürgerliche Bürgerforum Josefstadt und die ÖVP zur Liste PRO Josefstadt zusammen. Dennoch gingen die Grünen 2005 mit einem Zugewinn von 7,7 % als Sieger aus den Wahlen hervor. Die Liste PRO Josefstadt blieb rund 3,7 % hinter dem Ergebnis, das das Bürgerforum und die ÖVP noch 2001 zusammen erreicht hatten. Gewinne fuhr auch die SPÖ ein, während die FPÖ stark verlor und das Liberale Forum endgültig aus der Bezirksvertretung flog. Die Grünen stellten nach 2005 bis zur nächsten Bezirksvertretungswahl 2010 mit Heribert Rahdjian den Bezirksvorsteher, wodurch die Grünen mit der Josefstadt und dem benachbarten Neubau zwei Bezirksvorsteher in Wien vorweisen konnten. Im Sommer 2010 entschloss sich Heribert Rahdjian mit einer neuen Liste „ECHT Grün – Liste Heribert Rahdjian“ zur Bezirksvertretungswahl am 10. Oktober 2010 anzutreten. In der Bezirksvertretung konstituierte sich ein eigener Klub Echt Grün mit drei Mandataren, bestehend aus der ehemaligen Grünen Klubobfrau, einer weiteren Bezirksrätin und dem Vorsitzenden der Bezirksvertretung. Seine Fraktion wuchs durch die Wahl auf fünf Mandatare, womit ECHT die stärkste Bezirkspartei Wiens ist.

Ab November 2010 war Veronika Mickel-Göttfert die amtierende Bezirksvorsteherin, Josef Mantl (ÖVP) und Alexander Spritzendorfer (Grüne) waren ihre Stellvertreter.
Bei der Bezirksvertretungswahl 2020 gingen die Grünen Josefstadt mit Spitzenkandidat Martin Fabisch als stimmenstärkste Partei hervor und lösten damit die seit 2010 amtierende ÖVP ab. Neuer Bezirksvorsteher wurde Martin Fabisch, erste Bezirksvorsteher-Stellvertreterin Lena Köhler (beide Grüne).
| ← 2015Bezirksvertretungswahl in Wien Josefstadt (8.) 2020Vorläufiges Ergebnis mit Briefwahlkarten %403020100 30,6 (± 0,0)33,6 (+6,4)18,6 (−1,1)3,4 (−6,6)7,3 (+1,3)n. k. (−4,3)4,0 (+1,9)2,6 (+2,4) ÖVPGRÜNESPÖFPÖNEOSECHTLINKSgSonst.20152020Anmerkungen:g 2015 als Wien anders (ANDAS) kandidiert |

| Jahr | SPÖ  | ÖVP  | FPÖ  | Grüne | NEOS | LINKS/KPÖ | LIF | PRO/BFJ | ECHT | Sonstige |
| ---- | ---- | ---- | ---- | ----- | ---- | --------- | --- | ------- | ---- | -------- |
| 1991 | 28,1 | 31,6 | 16,0 | 14,7  | n.k  | n.k       | n.k | 7,5     | n.k  | 2,1      |
| 1996 | 21,6 | 27,2 | 16,9 | 15,5  | n.k  | n.k       | 9,8 | 8,3     | n.k  | 0,7      |
| 2001 | 24,7 | 25,2 | 13,3 | 24,5  | n.k  | n.k       | 4,4 | 7,0     | n.k  | 0,8      |
| 2005 | 28,6 | n.k  | 6,8  | 32,3  | n.k  | n.k       | 1,0 | 29,0    | n.k  | 2,3      |
| 2010 | 23,5 | 27,5 | 9,0  | 24,2  | n.k  | n.k       | 1,3 | n.k     | 11,6 | 2,9      |
| 2015 | 19,7 | 30,6 | 10,0 | 27,2  | 6,0  | 2,1       | n.k | n.k     | 4,3  | 0,2      |
| 2020 | 18,6 | 30,6 | 3,4  | 33,6  | 7,3  | 4,0       | n.k | n.k     | n.k  | 2,6      |
| 2025 | 18,2 | 16,0 | 7,4  | 44,1  | 9,5  | 4,7       | n.k | n.k     | n.k  | n.k      |

## Kultur und Sehenswürdigkeiten

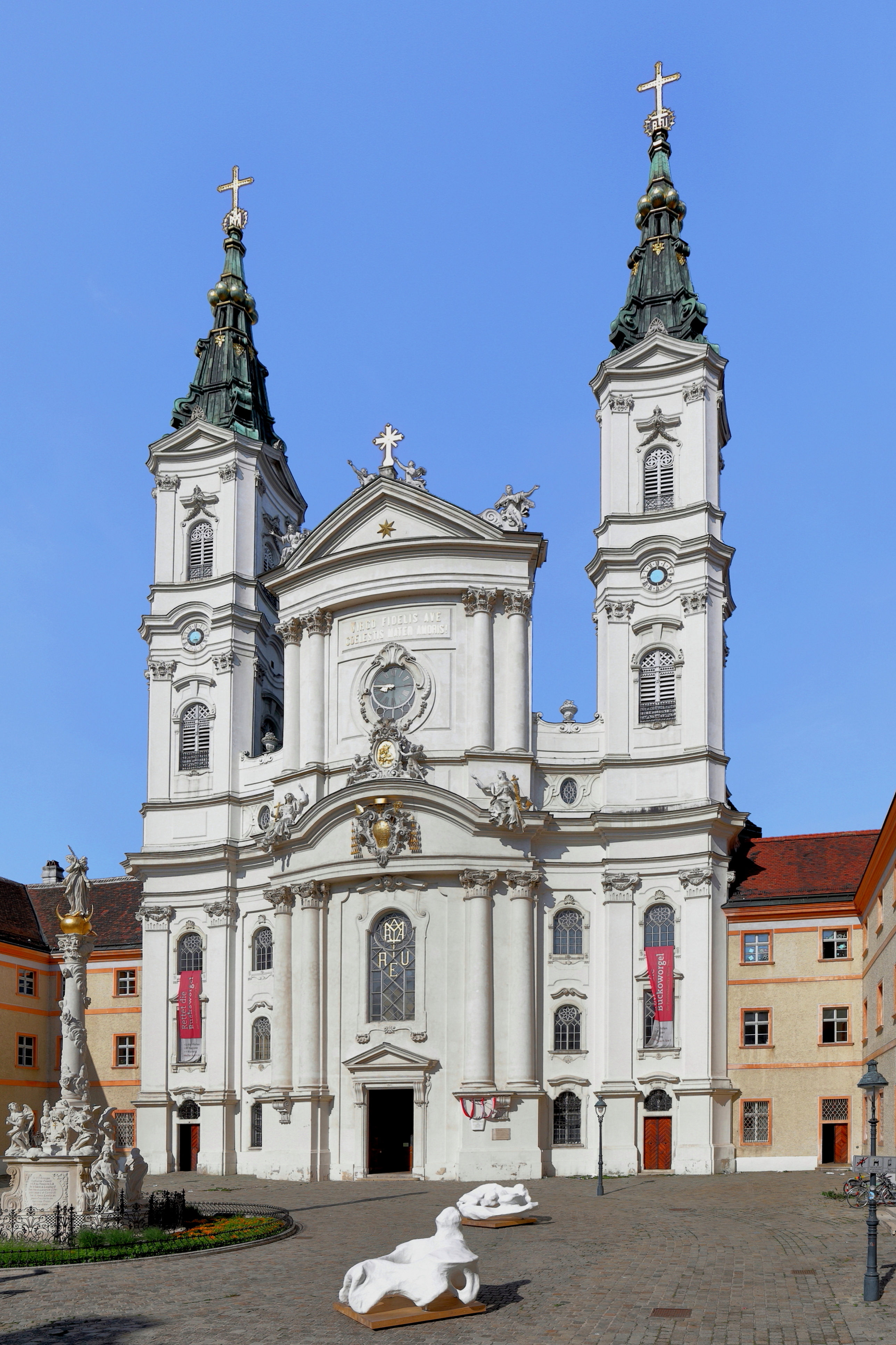
Piaristenkirche Maria Treu

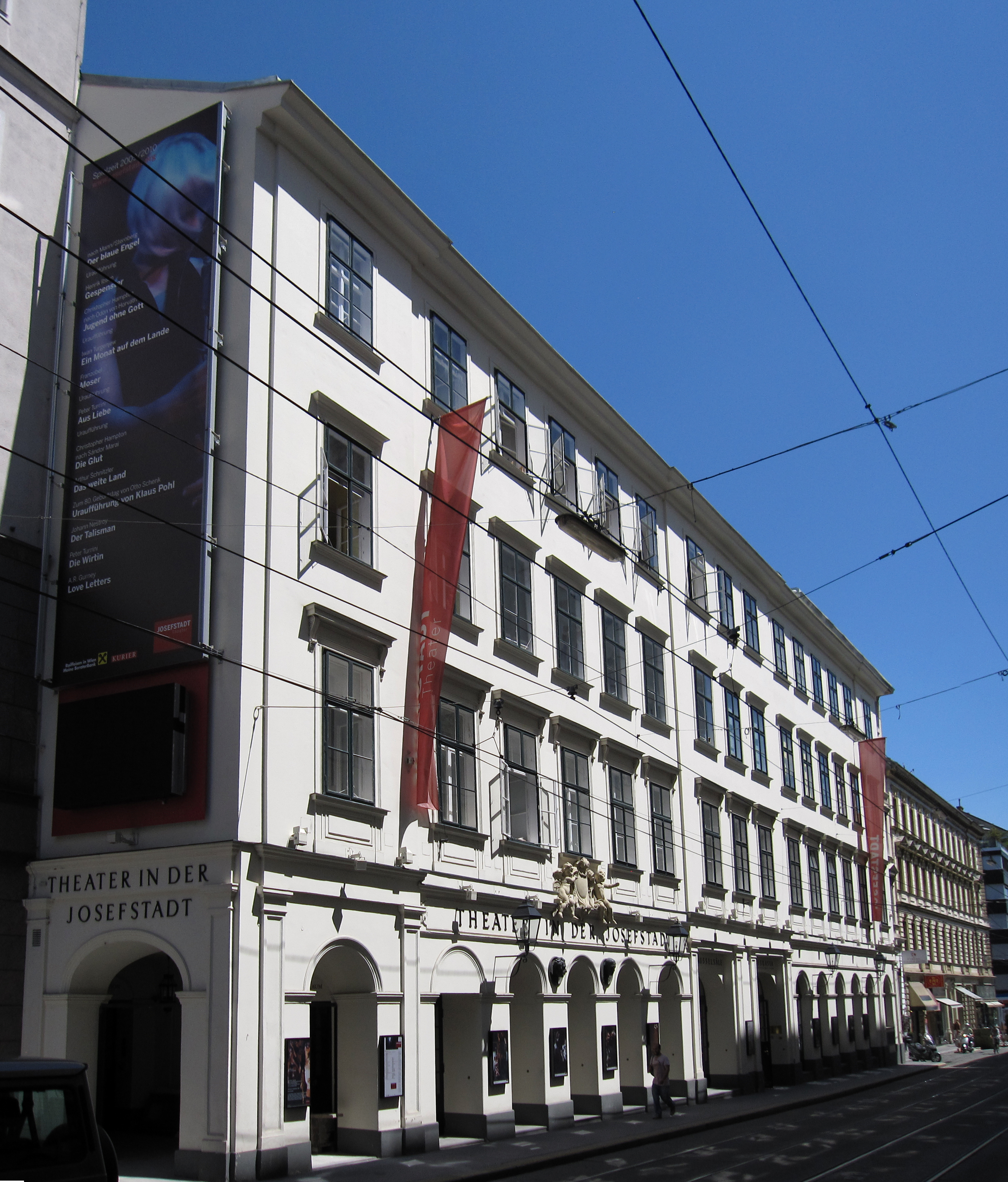
Theater in der Josefstadt

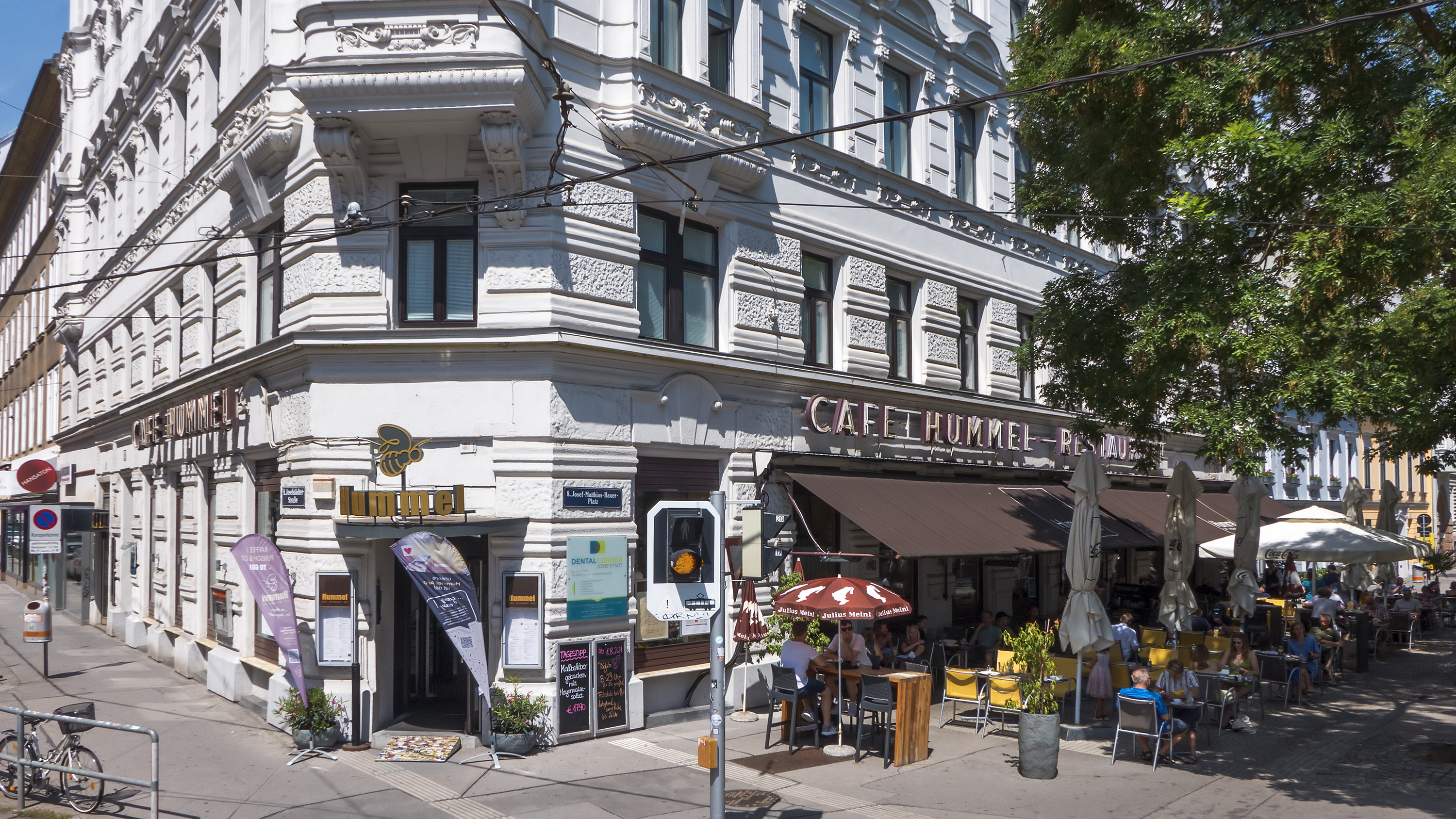
Das Café Hummel

- Theater in der Josefstadt, eine bürgerliche Traditionsbühne
- Vienna’s English Theatre, ältestes englischsprachiges Theater Europas außerhalb der Britischen Inseln.
- barocke Piaristenkirche Maria Treu mit Gemälden des Malers Maulbertsch
- Breitenfelder Pfarrkirche, Ziegelrohbau im Stile der lombardischen Frührenaissance
- Österreichisches Museum für Volkskunde im Palais Schönborn, Laudongasse 15–19
- Palais Auersperg
- Haus „Zur heiligen Dreifaltigkeit“ (heute „Alte Backstube“), Lange Gasse 34 – klassisches Beispiel barocker Vorstadtarchitektur.
- Palais Strozzi, Josefstädter Straße 39.
- Lenaugasse, die gesamte Gasse gilt als Beispiel für vormärzliche Architektur und steht unter Ensembleschutz.
- Bezirksmuseum Josefstadt, Schmidgasse 18
- Le Petit – Das kleinste Theater der Welt (19 Sitzplätze), Schlösselgasse 21
- Theatro Kosilo – Die kleinste Bühne Wiens (5 m²), Neudeggergasse 14.
- Kabarett Niedermair, Lenaugasse 1a, eine Kleinkunst- und Kabarettbühne, bzw. Kindertheater
- Pygmalion Theater Wien, Alser Straße 43
- Alserkirche, Alser Straße 17

Der östliche Teil des Gemeindebezirks gehört zur Außenzone der Welterbestätte Historisches Zentrum von Wien. Diese wird im Westen von der Langen Gasse, der Laudongasse, der Lederergasse, der Josefstädter Straße und der Piaristengasse begrenzt. Die bekanntesten Josefstädter Kaffeehäuser sind das Café Hummel, das Cafe Florianihof und das Café Eiles.

### Die Josefstadt in der Literatur und im Fernsehen
- Ödön von Horváths Stück Geschichten aus dem Wiener Wald spielt teilweise in der Langen Gasse, einer Seitengasse der Josefstädter Straße. Die Lange Gasse 29, in der sich heute ein Beisl befindet, diente als Kulisse für den Film.
- 2007 lief auf ORF 1 die tägliche Seifenoper Mitten im 8en, die allerdings nicht im 8. Bezirk gedreht wurde, sondern großteils im zweiten.
- Die 2001/2002 produzierte österreichische Fernsehserie Dolce Vita & Co spielt teilweise in der Josefstadt.
- Arthur Schnitzlers Traumnovelle spielt ebenfalls teilweise in der Josefstadt, unter anderem werden die Wickenburggase sowie die Buchfeldgasse erwähnt.

### Museen
Das Österreichische Museum für Volkskunde im Palais Schönborn ist das größte volkskundliche Museum Österreichs. Das Museum wurde bereits 1895 gegründet und berücksichtigt alle Gebiete der ehemaligen Monarchie. Im Piaristenkeller befinden sich das Kaiser Franz Joseph Hutmuseum und die K.u.K. Weinschatzkammer. Besagtes Hutmuseum legt seinen Sammlungsschwerpunkt auf Hüte aus der Zeit von Kaiser Franz Joseph I., während die Weinschatzkammer über Weinraritäten der Kronländer aus drei Jahrhunderten verfügt, mit einem Schwerpunkt auf Dessertweinen, insbesondere Madeiraweinen ab 1795 bis 1916 sowie seltenen Tokajerweinen. Das Bezirksmuseum Josefstadt widmet sich der Bezirksgeschichte der Josefstadt.

### Parkanlagen
Siehe auch: Liste der Wiener Parks und Gartenanlagen/Josefstadt
Die Josefstadt verfügt mit 2,09 Hektar Parkfläche über die kleinsten Parkflächen eines Wiener Gemeindebezirks. Der größte Park (rund 10.000 m²) der Josefstadt ist der Schönbornpark im Bereich von Florianigasse und Langer Gasse. Der Park geht auf ein Gartenpalais mit Gartenanlage aus dem 18. Jahrhundert zurück, das Reichsvizekanzler Friedrich Carl von Schönborn errichten ließ. 1862 wurde das Grundstück stark verkleinert und als Schönbornpark eröffnet. Mit rund 6.000 m² etwa halb so groß ist der Hamerlingpark am Hamerlingplatz, der auf dem Gelände der 1910 demolierten Josefstädter Kaserne errichtet wurde. Der Tigerpark an der Kreuzung Tigergasse und Pfeilgasse ist der kleinste Park der Josefstadt (1.600 m²). Beim Tigerpark handelt es sich eigentlich um einen 1995 eröffneten Dachgarten auf einer Tiefgarage, die an Stelle einer ehemaligen Fabrik erbaut wurde.

## Wirtschaft und Infrastruktur

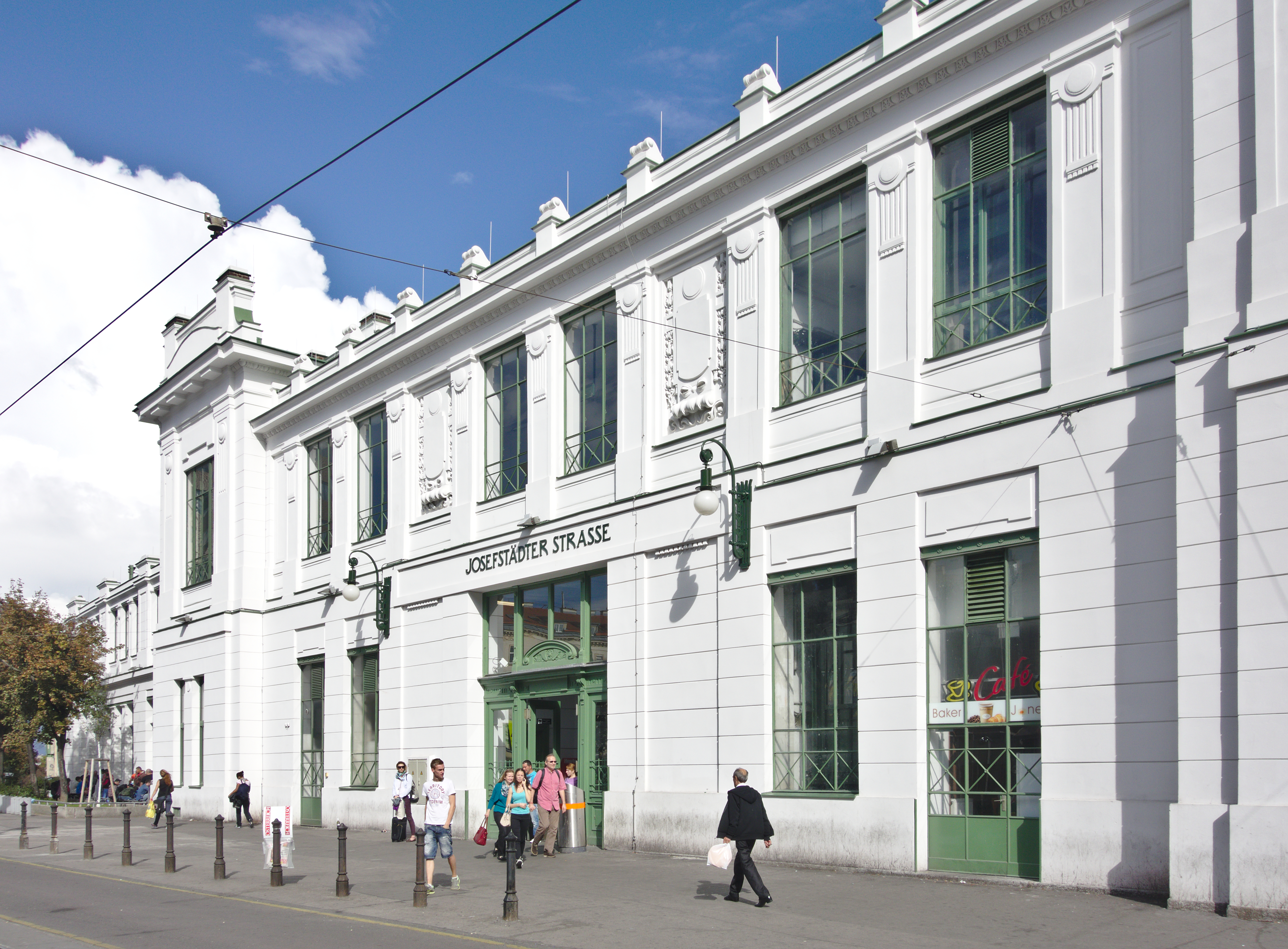
U-Bahn-Station Josefstädter Straße

### Verkehr
An der Grenze zu Ottakring befindet sich die U-Bahn-Station Josefstädter Straße der Linie U6 und an der Grenze zur Inneren Stadt die U-Bahn-Station Rathaus der Linie U2 und künftig der Linie U5. Im Bezirksgebiet verkehren die Straßenbahnlinien 2, 5 und 33 sowie die Autobuslinie 13A.

### Studentenheime
In der Josefstadt gibt es eine erhebliche Anzahl an Studentenheimen, zum Beispiel das Haus Vindobona des Kuratoriums Adolf Schärf an der Ecke Skoda- und Laudongasse, die von der Akademikerhilfe betriebenen Heime in der Pfeilgasse (Pfeilgasse 1a, 3a und 4–6), das Studentenheim Hotel Korotan (Albertgasse 48), das Studentenheim Neudeggergasse von der Studentenförderungshilfe (Neudeggergasse 21) und das Friedrich-Funder-Studentenheim in der Strozzigasse.

### Bildung und Gesundheit
In der Josefstadt gibt es vier öffentliche Volksschulen, eine Kooperative Mittelschule, drei Gymnasien (in der Feldgasse, Albertgasse und am Jodok-Fink-Platz) und die Bundesbildungsanstalt für Kindergartenpädagogik in der Albertgasse. Am Hamerlingplatz befindet sich die Handelsakademie Hamerlingplatz der Vienna Business School, die Handelsakademie und die Handelsschule der Wiener Kaufmannschaft. Eine weitere Vienna Business School liegt an der Schönborngasse. Im März 2018 wurde neben Linz ein zweiter Standort der LIMAK Austrian Business School in der Strozzigasse eröffnet.
In der Laudongasse, in der ehemaligen Hauptbücherei, ist jetzt die Zentrale der Musikschulen. Seit der Eröffnung der neuen Hauptbibliothek am Urban-Loritz-Platz (in der Nähe des achten Bezirks) sind der achte und der erste Bezirk die einzigen Wiener Bezirke ohne eigene Büchereifiliale. In der Schmidgasse befindet sich die Volkshochschule Josefstadt. Eine wichtige freizeitpädagogische Einrichtung ist die größte Spielothek Österreichs, die WienXtra-Spielebox in der Albertgasse 35. Im selben Haus hat auch das Institut für Freizeitpädagogik seinen Sitz.
In der Skodagasse 32 befindet sich seit 1835 die Confraternität Privatklinik Josefstadt.

### Sicherheit
In der Josefstadt sind zwei Polizeiinspektionen der Bundespolizei etabliert, diese befinden sich in der Fuhrmannsgasse 5 und am Hernalser Gürtel 6–12 (eigentlich Laudongasse 64, es handelt sich um eine Identadresse). In der Dienststelle Fuhrmannsgasse befindet sich das außer für die Josefstadt auch für die Bezirke Neubau und Alsergrund zuständige Stadtpolizeikommando Josefstadt.

## Persönlichkeiten
- H.C. Artmann (1921–2000), Schriftsteller und Lyriker
- Milo Dor (1923–2005), Schriftsteller
- Marie von Ebner-Eschenbach (1830–1916), Schriftstellerin
- Heinz Fischer (* 1938), Bundespräsident a. D.
- Karl von Frisch (1886–1982), Forscher und Nobelpreisträger
- Kurt Gödel (1906–1978), Mathematiker und Logiker
- Ernst Grünfeld (1893–1962), Schachgroßmeister
- Ödön von Horváth (1901–1938), Schriftsteller
- Fritz Löhner-Beda (1883–1942), Schriftsteller
- Johann Lukas von Hildebrandt (1668–1745), Baumeister
- Theodor Oppolzer (1841–1886), Astronom
- Andreas P. Pittler (* 1964), Schriftsteller
- Anna-Lülja Praun (1906–2004), Architektin und Designerin
- Freddy Quinn (* 1931), Sänger und Schauspieler
- Adolf Schärf[21] (1890–1965), Bundespräsident
- Josephine Schulze-Killitschky (1791–1880), Opernsängerin
- Ernst Streeruwitz (1874–1952), Bundeskanzler
- Karl Wilhelm von Scheibler (1772–1843), Festungskommandant
- Anton Wildgans (1881–1932), Lyriker und Dramatiker
- Oskar Werner[22] (1922–1984), Film- und Bühnenschauspieler

## Städtepartnerschaften
- Die Josefstadt und die gleichnamigen Bezirke in Budapest (Józsefváros) und Timișoara (Iosefin) bilden zusammen den Bund der Josefstädte mit dem Ziel, den kulturellen Austausch zu verbessern.[23]